# Harmen van Straaten
Harmen van Straaten (Arnhem, 15 september 1958) is een Nederlands auteur en illustrator.

## Loopbaan
Van Straaten is sinds 1987 werkzaam als illustrator van kinderboeken en sinds een aantal jaar ook als schrijver. Als illustrator heeft hij samengewerkt met bijvoorbeeld Carry Slee, Jacques Vriens en Fred Diks. Voor zijn illustraties wist Van Straaten in het buitenland ook enkele prijzen in de wacht te slepen, waaronder in 2001 een Gouden Appel op de Biennial of Illustrations Bratislava voor het prentenboek Een opa om nooit te vergeten, geschreven door Bette Westera.
Als schrijver begon Van Straaten door bij zijn illustraties een verhaal te schrijven, en hieruit ontstonden uiteindelijk enkele prentenboeken. Daarna volgden de boeken Wonderland (2005) en de roman Luchtacrobaten (2006).

## Familie
Van Straaten komt uit een familie van illustratoren, zijn oom Gerard van Straaten illustreerde jarenlang de kinderboekenreeks De Kameleon, waarvoor Van Straaten de Juniorreeks illustreerde. Zijn andere oom, Peter van Straaten, was cartoonist voor onder andere Het Parool.

### Prentenboeken
De onderstaande lijst zijn prentenboeken met tekst en illustraties van Harmen van Straaten:
- 2000: De straf (uitgever Ploegsma)
- 2002: Ik heb van jou gedroomd vannacht (Leopold)
- 2003: Het verhaal van Eend (Leopold)
- 2004: De wedstrijd van Eend (Leopold)
- 2005: Eend tovert een taart (Leopold)
- 2005: Het geheim van de smokkelbende (Leopold)
- 2005: De liefste kusjes zijn voor jou (Pimento)
- 2006: Kees & Ko detectivebureau (Pimento)
- 2006: Eend ziet wat jij niet ziet (Leopold)
- 2007: Herrie in de huttenclub (Leopold)
- 2007: Op en top Fien! (Pimento)
- 2007: De piraten zijn terug! (Kluitman)
- 2007: De geheime toren (Kluitman)
- 2007: Eend en de tijdmachine (Leopold)
- 2007: Het Monster (Kluitman)
- 2007: Eendje voor jou (Leopold)
- 2007: Het mysterie van de verdwenen meesterwerken (Moon)
- 2008: Henkie Tenkie supertanker (Moon)
- 2008: Tim en de schatkist vol avonturen (Pimento)
- 2008: Het spookschip (Kluitman)
- 2008: Tijmen, de tijdreiziger (Zwijsen)
- 2008: Mijn autoboek (Leopold)
- 2008: Fien in de hoofdrol (Pimento)
- 2008: Om te zoenen (Pimento)
- 2009: De engel van de overkant (Leopold), illustraties van Georgien Overwater
- 2010: Super Jan (Pimento)
- 2013: Super-Jan en het griezelkasteel (pimento)
- 2014: Je bent Super... Jan!
- 2015: De Goudse kaarsjes (Rubinstein)
- 2018: Retteketet! We gaan nog niet naar bed! (Leopold)
- 2019: Wat rijmt er op stoep? (Leopold)
- 2019: Alle wielen in de file (Leopold)

### Illustraties
Illustraties van Harmen van Straaten:
- 2005: Zwaaien naar de maan (Uitgeverij Clavis), tekst van Cees van Roosmalen
- 2006: Goud, juwelen en rum (Uitgeverij Holland), tekst van Maaike Fluitsma
- 2006: Julia en Ot en een cavia alstublieft (Uitgeverij Lemniscaat), tekst van Elle van Lieshout en Erik van Os
- 2007: Ik was een rat (Van Goor), tekst van Philip Pullman
- 2007: Tim en Taco op Terschelling (Kwintessens), tekst van Lieke van Duin
- 2007: Het Monster (Kluitman), tekst en illustraties
- 2009: Gevaar op zee (tekst Marion van de Coolwijk)
- 2011: Toverteam Held op hakken
- 2011: De drie helden van Uitdam
- 2013: De bende van vier - Scheetjesles (Uitgeverij Gottmer), tekst van Sunna Borghuis
- 2014: Je bent Super... Jan!
- 2015: De snoepfabriek moet sluiten

## Bestseller 60
| Boeken met noteringen in de Nederlandse Bestseller 60 | Jaar van verschijnen | Datum van binnenkomst | Hoogste positie | Aantal weken | Opmerkingen |
| ----------------------------------------------------- | -------------------- | --------------------- | --------------- | ------------ | ----------- |
| De liefste kusjes zijn voor jou                       | 2005                 | 09-02-2005            | 14              | 3            |             |
| De Goudse kaarsjes                                    | 2015                 | 02-12-2015            | 44              | 1            |             |
| Alle wielen in de file                                | 2019                 | 09-10-2019            | 42              | 1            |             |
| Wat rijmt er op stoep?                                | 2021                 | 27-01-2021            | 26              | 2            |             |
| Retteketet! We gaan nog niet naar bed!                | 2018                 | 15-11-2023            | 31              | 1            |             |